# Gradi e posizioni degli astronauti
Gli astronauti possono ricoprire una varietà di gradi e posizioni, e ognuno di queste porta responsabilità che sono essenziali per il funzionamento di un veicolo spaziale. La cabina di pilotaggio di un veicolo spaziale, piena di attrezzature sofisticate, richiede competenze diverse da quelle utilizzate ad esempio per gestire l'attrezzatura scientifica a bordo.

## Gradi e posizioni della NASA

### Gradi
I membri del Corpo Astronauti NASA possono avere due gradi: candidato astronauta e astronauta. I candidati astronauti sono coloro che si addestrano per diventare astronauti della NASA. Completato l'addestramento di base, i candidati vengono promossi al grado Astronauta e ricevono la spilla di astronauta. La spilla è rilasciata in due gradi, argento e oro, dove la spilla d'argento è assegnata ai candidati che hanno completato con successo l'addestramento e quella d'oro agli astronauti che hanno volato nello spazio.
Capo dell'Ufficio astronauti è una posizione, non un grado.

### Posizioni
| Posizione                                       | Responsabilità | Esempi | Commenti |
| ----------------------------------------------- | --- | --- | --- |
| Mercury                                         | | | |
| Pilota                                          | Successo della missione | Mercury Seven | Essendo un veicolo spaziale monoposto, gli astronauti che hanno volato nelle navicelle Mercury venivano chiamati semplicemente "Piloti". I piloti di Mercury dovevano avere esperienza come pilota di aerei jet ad alte prestazioni e non essere più alti di 1,80 m e pesanti di 82 kg. |
| Gemini                                          | | | |
| Pilota in comando                               | Successo della missione, sicurezza dell’equipaggio e del veicolo spaziale | James McDivitt | McDivitt è stato il primo Pilota in comando al primo volo. |
| Pilota                                          | Svolge il ruolo di ingegnere di sistemi, copilota, e eseguiva qualsiasi altro obiettivo di missione come le attività extraveicolari (EVA) durante il programma Gemini. | Edward White | White è stato il primo americano a svolgere un'EVA). |
| Apollo                                          | | | |
| Comandante                                      | Successo generale della missione, sicurezza dell'equipaggio e della navicella spaziale, pilota al comando della navicella durante il lancio, l'orbita trans-lunare e il ritorno sulla Terra. Era anche pilota in comando del Modulo Lunare (LM); il comandante svolgeva la discesa e l'atterraggio del LM sulla superficie lunare, così come la risalita verso l'Apollo Command/Service Module (CSM). | Neil Armstrong, primo uomo sulla Luna Riserva: Jim Lovell, comandante di Apollo 13                                                                                         | |
| Pilota del Modulo di comando                    | Responsabile del CSM e dei suoi sistemi. Ricopriva il ruolo di ingegnere di volo durante la fase di lancio, mentre il comandante era al comando del veicolo. Eseguiva le procedure di correzione della navigazione e a metà percorso durante le fasi trans-lunari e trans-terra del volo, pilota in comando del CSM durante la fase orbitale lunare (quando il comandante della missione era all'interno del LM separato dal CSM). Il pilota del CSM aveva anche altri compiti durante la fase orbitale lunare come fotografare la Luna, la ricerca e lo studio per futuri siti di atterraggio per le successive missioni Apollo, in alcuni casi dispiegare un satellite lunare, oltre ad essere responsabile per la ricezione dei messaggi dal Controllo missione in caso di mancanza di contatto radio con il LM, e responsabile dell'esecuzione di un salvataggio orbitale con il LM nel caso fosse malfunzionante e non era in grado di eseguire il rendezvous con il CSM come previsto, sebbene non sai mai stato necessario. Tuttavia, il pilota del CSM era responsabile dell'attracco dei due veicoli quando il LM tornava in orbita dopo essere stato sulla superficie lunare. | Michael Collins, primo Pilota del CSM dell'Apollo 11 Riserva: William Anders                                                                                               | |
| Pilota del Modulo Lunare                        | Ingegnere di volo del Modulo Lunare (LM) durante la discesa e la risalita del LM, oltre a essere responsabile dei suoi sistemi durante tutte le fasi del volo tra la Terra e la Luna. Il Pilota del LM riferiva informazioni importanti al comandante durante le fasi più critiche di discesa e atterraggio quando tutta l'attenzione del comandante era focalizzata fuori dalla finestrino e sul volo visivo per individuare il punto di atterraggio più adatto. Controllava anche il computer di navigazione e altri sottosistemi del veicolo mentre il comandante pilotava il modulo manualmente nell'ultima parte della discesa quando si passava al controllo manuale. | Buzz Aldrin, secondo uomo sulla Luna Riserva: Fred Haise | Aldrin è stato il primo "Doctor of Philosophy" nello spazio |
| Pilota del modulo di attracco                   | | Deke Slayton, astronauta di Mercury 7 | Posizione usata solo durante la missione Apollo-Sojuz |
| Skylab                                          | | | |
| Comandante                                      | Successo della missione, sicurezza dell’equipaggio e del veicolo spaziale | Charles Conrad, primo comandante di Skylab | |
| Pilota                                          | | Paul Weitz | |
| Pilota scientifico                              | | Joseph Kerwin, primo medico americano nello spazio | |
| Space Shuttle                                   | | | |
| Comandante                                      | Successo della missione, sicurezza dell'equipaggio e dello Shuttle, pilotare lo Shuttle con l’assistenza del Pilota | John Young, comandante della prima missione Shuttle | Tutti i comandanti dello Shuttle avevano una precedente esperienza di volo spaziale. (L'unica eccezione fu Joe Engle che volò su STS-2 senza alcuna precedente esperienza di volo spaziale nella NASA, ma aveva volato sull'X-15 nello spazio e aveva partecipato ai Approach and Landing Tests dello Shuttle.) Richiedeva una laurea in ingegneria, scienze biologiche, scienze fisiche o matematica. Doveva avere almeno 1000 ore di esperienza di volo su un aereo jet, e almeno 750 atterraggi simulati nello Shuttle Training Aircraft. Doveva passare un test Class I fisico della NASA per essere certificato al volo. |
| Pilota                                          | Assisteva il Comandante nelle manovre dello Shuttle. Poteva essere responsabile del rilascio e del recupero dei satelliti. | Robert Crippen, pilota della missione STS-1 | Stessa educazione e esperienze di volo richiesti al Comandante, ma non era necessario avere una precedente esperienza di volo spaziale. |
| Comandante del carico utile                     | Uno Specialista di missione con responsabilità aggiuntive nella gestione del carico utile della missione. | Story Musgrave, Michael Anderson | I comandanti del carico utile erano sempre astronauti della NASA. |
| Specialista di missione                         | Astronauta della NASA assegnato all'equipaggio Shuttle con compiti specifici durante la missione. | Jerry Ross e Franklin Chang-Diaz hanno volato ognuno in 7 missioni Shuttle come Specialisti di missione.                                                                   | Doveva passare un test Class II fisico della NASA per essere certificato al volo. |
| Ingegnere di volo                               | Specialista della missione con la responsabilità aggiuntiva di assistere il pilota e il comandante. Teneva anche traccia delle informazioni provenienti dal CAPCOM e richiamava i momenti importanti della missione. | Story Musgrave, Michael Anderson | L'ingegnere di volo era sempre lo Specialista di missione 2 e sedeva nel posto S4 del Flight Deck dello Shuttle. |
| Specialista di missione internazionale          | Stesso compito dello Specialista di missione ma poteva avere compiti specifici sul carico utile affidategli dalla propria agenzia spaziale. | Hans Schlegel | |
| Specialista di missione Educatore               | Stesso compito dello Specialista di missione ma compiti aggiuntivi relativi all'insegnamento. | Joseph Acaba, primo astronauta di Puerto Rico | Posizione creata nel 2004 per il Progetto Astronauti Educatori. |
| Specialista del carico utile                    | Esperti che si occupano di uno specifico carico utile come satelliti commerciali o scientifici. | - Byron Lichtenberg, primo specialista del carico utile - Ulf Merbold, primo specialista internazionale del carico utile - Ilan Ramon, ultimo specialista del carico utile | Gli specialisti del carico utile non erano astronauti della NASA. Il termine è applicato anche ai rappresentanti di nazioni partner come l'Arabia Saudita e il Messico che hanno avuto l'opportunità di volare sullo Space Shuttle. |
| Ingegnere del volo spaziale con equipaggio USAF | Stessi compiti dello Specialista del carico utile, ma era un militare che si occupava dei carichi utili militari. | Gary Payton | Payton e William Pailes sono stati gli unici Ingegneri del volo spaziale con equipaggio USAF a volare prima della conclusione del programma nel 1988. |
| Partecipante al volo spaziale                   | Persone che viaggiano in missioni spaziali per altri enti ma che non sono parte dell'equipaggio. | Christa McAuliffe, Educatori nello spazio, Disastro dello Space Shuttle Challenger                                                                                         | Termine usato per distinguere i turisti dagli astronauti professionisti. |

## Gradi e posizioni di Roscosmos

### Gradi
Gli astronauti russi vengono chiamati cosmonauti. Dopo l'addestramento iniziale, i cosmonauti ricevono la qualifica di Cosmonauta collaudatore (космонавт-испытатель, Test cosmonaut) o di Cosmonauta ricercatore (космонавт-исследователь, Research cosmonaut). Un cosmonauta collaudatore ha una preparazione più complessa di un cosmonauta ricercatore e può essere il comandante o l'ingegnere di volo di un veicolo spaziale, mentre un cosmonauta di ricerca non può. Dal 2010 tutti i cosmonauti selezionati erano cosmonauti collaudatori, anche quelli senza una carriera di pilota alle spalle. Nonostante ciò, di solito solo a quelli con esperienza di pilota viene permesso di comandare la Sojuz mentre gli altri diventano Ingegneri di volo 1, almeno per il primo volo spaziale. A volte, se il cosmonauta non-pilota passa più di un decennio in addestramento con ottimi risultati, potrebbe essere assegnato come comandante di una Sojuz già dal primo volo.
Gli altri gradi di cosmonauta sono pilota-cosmonauta, istruttore cosmonauta collaudatore e, in passato, istruttore cosmonauta ricercatore.
Pilota-cosmonauta della Federazione Russa è un titolo che viene dati a tutti i cosmonauti che volano nel programma spaziale russo.

### Posizioni
| Posizione                     | Responsabilità                                                            | Esempi                                                                      | Commenti |
| ----------------------------- | ------------------------------------------------------------------------- | --------------------------------------------------------------------------- | --- |
| Vostok                        |                                                                           |                                                                             | |
| Pilota Cosmonauta             | Successo della missione                                                   | Jurij Gagarin, primo uomo nello spazio                                      | Essendo un veicolo spaziale monoposto, i cosmonauti che volavano nelle missioni Vostok venivano chiamati "Piloti Cosmonauti".              |
| Voschod                       |                                                                           |                                                                             | |
| Comandante                    | Successo della missione, sicurezza dell'equipaggio e del veicolo spaziale | Vladimir Komarov, comandante della prima missione Voschod 1                 | |
| Secondo pilota                |                                                                           | Aleksej Leonov, prima persona a compiere un'EVA                             | |
| Cosmonauta scientifico        |                                                                           | Konstantin Feoktistov, il primo ingegnere nello spazio                      | |
| Cosmonauta medico             |                                                                           | Boris Egorov, primo medico nello spazio                                     | |
| Sojuz                         |                                                                           |                                                                             | |
| Comandante                    | Successo della missione, sicurezza dell'equipaggio e del veicolo spaziale | Vladimir Džanibekov, comandante delle stazioni spaziali Saljut 6 e Saljut 7 | |
| Ingegnere di volo             |                                                                           | Svetlana Savickaja, prima donna a compiere un'EVA                           | |
| Partecipante al volo spaziale | Nessun compito formale                                                    | Dennis Tito, primo turista spaziale a pagamento                             | Termine usato per i passeggeri Sojuz che non sono parte dell'equipaggio e serve per distinguere i turisti dagli astronauti professionisti. |

## Posizioni della Stazione Spaziale Internazionale
| Posizione                     | Responsabilità | Esempi                                                                           | Commenti |
| ----------------------------- | --- | -------------------------------------------------------------------------------- | --- |
| ISS                           | |                                                                                  | |
| Comandante                    | Successo della missione, sicurezza dell'equipaggio e della Stazione.                                               | Peggy Whitson, primo comandante donna                                            | |
| Ingegnere di volo             | Successo della missione e esperimenti                                                                              | Robert Thirsk, primo astronauta canadese a far parte di una Expedition della ISS | |
| Responsabile scientifico      | Responsabile degli esperimenti scientifici a bordo della ISS. È una posizione secondaria per un Ingegnere di volo. | Peggy Whitson, primo responsabile scientifico                                    | Posizione istituita dalla NASA nel 2002 per rafforzare l'aspetto scientifico della ISS.                                                        |
| Partecipante al volo spaziale | Nessun compito formale                                                                                             | Anousheh Ansari, prima turista spaziale donna                                    | Termine usato per i visitatori della ISS che non sono parte dell'equipaggio e serve per distinguere i turisti dagli astronauti professionisti. |